# Farin Urlaub
Jan Vetter, más conocido como Farin Urlaub (del alemán: Fahr in Urlaub!, ‘ve de vacaciones’, a causa de su amor por viajar; Berlín Occidental, Alemania, 27 de octubre de 1963), es el vocalista y guitarrista de la banda alemana de punk rock Die Ärzte.

## Juventud
Vetter vivió con su madre en un piso en el distrito Moabit de Berlín hasta los siete años, y en Frohnau hasta los 18. Sus padres eran funcionarios mal pagados y él tenía una hermanastra más joven llamada Julia. Su madre a menudo ponía discos de The Beatles y así fue conociendo la música desde una temprana edad.
A los nueve años Vetter decidió tomar clases de guitarra con una mujer de edad avanzada. Solía tocar la guitarra en los campamentos de vacaciones que visitaba. Irónicamente, su posterior profesor de guitarra le advirtió: "Hagas lo que hagas cuando crezcas, ¡no hagas nada de música!" A la edad de 16 años, Vetter hizo un viaje con la escuela a Londres y regresó a casa como un punk con  pelo rubio teñido.
En 1980 conoció a Dirk Felsenheimer (posteriormente conocido como Bela B.) en el club punk Ballhaus Spandau y se unió a su banda Soilent Grün, reemplazando al anterior guitarrista cuya guitarra había sido robada, el cantante era Roman Stoyloff. Cuando decidieron inventarse nombres artísticos, Vetter eligió usar su hobby favorito: viajar como inspiración para su nombre. Contrayendo la frase "Fahr in Urlaub" ("Ve de vacaciones") en Farin Urlaub Vetter tenía un nuevo nombre. Luego de aprobar su Abitur (examen que concluye la Enseñanza Secundaria en Alemania) en 1983, se apuntó a un curso de arqueología en la Universidad Libre de Berlín, pero lo dejó en beneficio de su carrera musical el primer día.

## Carrera musical
Cuando su banda se separó en 1982 Urlaub, Felsenheimer y Hans Runge (Sahnie) formaron Die Ärzte. Él dijo en el magacín juvenil BRAVO que su apellido era Vetter-Marciniak para descubrir quién lo conocía realmente y quién sólo lo fingía. Cuando recibía correo de los fanes, él tiraba las cartas enviadas a "Jan Vetter-Marciniak", sin leerlas. Incluso hoy día su apellido legal es a menudo erróneamente citado como "Vetter-Marciniak". En 1988, ante el peso de su popularidad, Urlaub dejó Die Ärzte y pronto la banda se disolvió.
Urlaub formó entonces (1989) King Køng con, entre otros, el baterista Uwe Hoffmann, el cual había sido el productor de Die Ärzte. Urlaub se llamó a sí mismo "Jan" durante este tiempo, como queriendo distanciarse de su época en Die Ärzte. La banda nunca tuvo mucho éxito y Urlaub la declaró difunta mucho después (1999).
Die Ärzte se reunieron de nuevo en 1993. En 1998 decidieron dejar de trabajar con BRAVO ya que el  magacín estaba pidiendo historias de la vida personal de sus miembros más y más frecuentemente. El magacín, por ello, lanzó una campaña de desprestigio contra Urlaub, clamando que golpeó el coche de un reportero de BRAVO y a fanes y que en general conducía su coche "para incapacitar al enemigo". Urlaub reaccionó con informes contrarios en la web de Die Ärzte.
En 2001, Urlaub comenzó su carrera en solitario con el álbum "Endlich Urlaub!". "Am Ende der Sonne" fue lanzado en 2005 y su último álbum, Livealbum Of Death, lo fue el 3 de febrero del año 2006.

## Estilo musical
Desde su infancia Urlaub ha sido influido por The Beatles. Además, él oye en particular a Johnny Cash, Depeche Mode y "más o menos todo excepto free jazz y techno". Sin embargo, admite abiertamente que no se considera particularmente un buen guitarrista. Dice que a menudo toca acordes "sucios" y que incluso tiene sólo una muy limitada habilidad para leer música, aunque esto no le obstaculiza para hacer música. A menudo toca ritmos complicados incluso.
Según algunos reportajes, la diferencia entre sus canciones en solitario y las que ha escrito para Die Ärzte es que sus temas en solitario son más personales y de actualidad. Él intenta hacer su música para Die Ärzte lo más "intemporal" y divertida posible; en ello tiene una clara influencia de los Comedian Harmonists. 
Muchas de sus canciones hablan sobre ser abandonado por la pareja (Zu spät [Muy tarde], Wegen dir [Por ti], Wie am ersten Tag [Como el primer día], Komm zurück [Vuelve], Nie gesagt [Nunca dije], OK, 1000 Jahre schlechten Sex [1000 años de mal sexo], Nichts in der Welt [Nada en el mundo]) o simplemente no tienen sentido (Buddy Holly's Brille [Las gafas de Buddy Holly], Wenn es Abend wird [Cuando la tarde llega], Außerirdische [Extraterrestre], WAMMW). 
Desde el reencuentro de Die Ärzte él ha escrito también canciones  socialmente críticas y políticas (Kopfüber in die Hölle [De cabeza al infierno], Schrei nach Liebe [Grito por amor], Schunder-Song [Canción-basura], Der Misanthrop [El misántropo], Rebell [Rebelde], Deine Schuld [Tu culpa], Nicht allein [No solo]).
Mientras que su primer álbum en solitario contiene muchos textos satíricos, Am Ende der Sonne maneja más seriamente temas políticos, críticas sociales y asuntos personales. En algunas piezas Urlaub también muestra alguna tendencia hacía el ska-punk (Dermitder, 1000 Jahre schlechten Sex).

## Personalidad
Urlaub es de muchas maneras inusual para un punk, ya que es abstemio, no fumador, pacifista y  pescetariano. (Aunque ser punk no significa no ser pacífico, o que necesariamente se fume, o se beba).  Sus hobbys incluyen extensos viajes, lectura, escuchar música, conducir  motocicletas, jugar al minigolf, coleccionar discos y gafas de sol, cortarse el pelo y diseñar camisetas y guitarras eléctricas. Farin habla siete idiomas: Alemán, Inglés, Francés, Portugués, Español, Italiano y Japonés; a menudo trabaja para Greenpeace, ATTAC y Menschen gegen Minen (Gente contra las minas). Se opone también a todas las corrientes de ultraderecha. En los últimos años ha estado viviendo en un pueblo cerca de Hamburgo, donde tiene su propio estudio de grabación.

## Discografía

### Álbumes
- Endlich Urlaub! (2001)
- Am Ende der Sonne (2005)
- Livealbum of Death (2006) (Farin Urlaub Racing Team)
- Die Wahrheit über Lügen (2008) (Farin Urlaub Racing Team)
- "Faszination Weltraum" (2014) (Farin Urlaub Racing Team)

### Sencillos
- Glücklich (10 de septiembre de 2001)
- Sumisu (12 de noviembre de 2001)
- OK (4 de febrero de 2002)
- Phänomenal Egal (6 de mayo de 2002)
- Dusche (7 de marzo de 2005)
- Porzellan (6 de junio de 2005)
- Sonne (5 de septiembre de 2005)
- Zehn (13 de enero de 2006)
- "Nichimgriff" (17 de octubre de 2008)
- "Niemals" (9 de enero de 2009)
- "Krieg" (1 de mayo de 2009)
- "Zu heiß" (11 de junio de 2010)
- "Herz? Verloren" (19 de septiembre de 2014)

### Soilent Grün
Con Dirk Felsenheimer, Roman Stoyloff y otros.

### Colaboraciones
- 1995: Donna Clara (coros bajo el nombre "Kill Kill Gaskrieg", del álbum Pleasure + Pain de The Bates)
- 2000: Liebe macht blind (The Busters con Farin Urlaub)
- 2002: Hey Du (coros en el EP Wohnzimmer de Beatsteaks)
- 2005: Bettmensch (coros bajo el pseudónimo "K.K. Blitzkrieg", del Das beige Album de  Olli Schulz & der Hund Marie)